# Membrane interfémorale

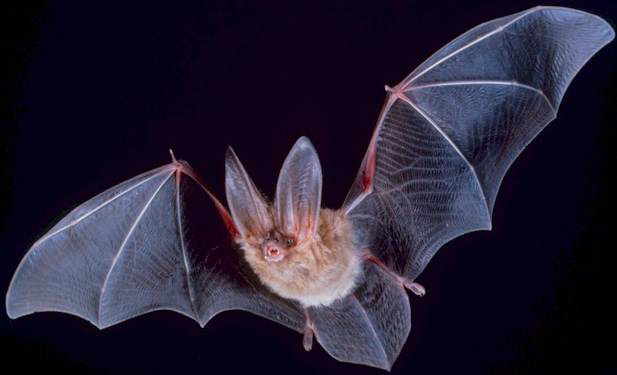
La membrane interfémorale est bien visible chez cet Oreillard de Townsend (Corynorhinus townsendii).

La membrane interfémorale, ou uropatagium, est une membrane cutanée étendue des membres inférieurs à la queue chez les chauves-souris. Elle a pour fonction d'aider à diriger le vol et chez les espèces insectivores est utilisée pour capturer des proies. La membrane interfémorale se déploie en vol grâce au calcar, un appendice cartilagineux prolongeant le membre inférieur en direction de la queue.